# Fondation du sport français
Pour l’article homonyme, voir Fondation du Sport.
La Fondation du Sport Français - dite « Fondation du Sport Français - Henri Sérandour », en hommage à son initiateur - est une association qui a pour but de promouvoir l'innovation sociale par et dans le sport.
Le projet de création de la Fondation du Sport Français a été lancé à l'initiative d'Henri Sérandour, président du CNOSF pendant 16 ans, et d'André Auberger, fondateur du mouvement paralympique en France, qui ont œuvré au développement du sport au bénéfice de l’intérêt général. 
La fondation était présidée depuis sa création par Edwige Avice, ancien ministre. Le 16 avril 2020, le conseil d'administration désigne Thierry Braillard comme nouveau Président, et Charlotte Feraille est nommée Déléguée Générale de l'institution.

## Les champs d'actions
La Fondation du Sport Français-Fondation Henri Sérandour est reconnue d'utilité publique depuis le 24 août 2011.
Elle se propose de valoriser, l'innovation sociale par et dans le sport, de valoriser les liens humains auxquels le sport offre un terrain d'exercice privilégié afin d'aider au développement et au soutien d'actions dans les domaines de:
- L'innovation sociale et professionnelle dans et par le sport
- la prévention de la santé par le sport
- la promotion du sport pour les handicapés
- la prévention et la lutte contre la violence et les incivilités dans le sport
- le soutien au sportif de haut niveau dans leur après carrière sportive

La fondation peut également développer des actions sur d'autres thèmes, afin de répondre aux différents besoins ou le sport peut apporter des solutions reproductibles. 
Aussi, elle soutient et/ou labellise des projets d'associations.

## Les dispositifs de la Fondation du Sport Français
Le #PactedePerformance :
C’est le dispositif de la Fondation du Sport Français qui permet d’accompagner le projet de vie des sportifs sur listes ministérielles éligibles avec le mécénat sportif comme levier de financement.
#SoutiensTonClub :
La plateforme de financement participatif pour les clubs sportifs, éligibles au mécénat. Les clubs sportifs amateurs bénéficient d’une nouvelle source de financement en s’inscrivant gratuitement sur la plateforme.
#MeSporT (mécénat et sport en territoire) :
En partenariat avec l’Agence Nationale du Sport, pour que le mécénat sportif soit un outil clef en main pour les Conférences régionales du sport afin de financer des projets sportifs dans les territoires.
Les fondations abritées :
Créer une fondation est un acte fort d'engagement au service d'une ou plusieurs causes d'intérêt général. Au-delà du patrimoine financier qui lui est consacré, cet engagement s'accompagne très souvent d'une forte implication du ou des fondateurs.

### Les fondateurs
La création de la Fondation du Sport Français émane de deux personnalités du sport, Henri Sérandour, qui fut pendant seize ans Président du Comité Olympique et Sportif Français (CNOSF), et André Auberger, fondateur du mouvement paralympique en France.
Les membres fondateurs de la fondation sont :
- le CNOSF
- la fondation d'entreprise Veolia Environnement
- la fondation d'entreprise de la française des jeux
- la mutuelle des sportifs.

| Portrait          | Identité                       | Période       | Période | Durée |
| Portrait          | Identité                       | Début         | Fin     | Durée |
| ----------------- | ------------------------------ | ------------- | ------- | ----- |
| Thierry Braillard | Thierry Braillard (né en 1964) | 16 avril 2020 |         |       |
| Edwige Avice      | Edwige Avice (née en 1945)     |               |         |       |

## Qu'est-ce que l'innovation sociale avec et par le sport?
L’innovation sociale consiste à concilier l’efficacité économique au service de l’intérêt général. Elle se caractérise par un apport bénéfique pour le plus grand nombre au travers du sport. C’est en ce sens que la fondation s’emploie à financer et valoriser des actions sociales, exemplaires et reproductibles au travers de projets sportifs.